# Nokia E72
Pour les articles homonymes, voir E72.
Le Nokia E72 est un smartphone de la gamme Nokia Série E. Commercialisé en 2009, il est le successeur du Nokia E71 et est basé sur une conception analogue, avec la même forme et un ensemble de fonctionnalités similaires. Le Nokia E72 est un smartphone d'entreprise (comme tous les appareils Nokia Série E) et dispose de fonctionnalités standards, entre autres courriel mobile, agenda et messagerie instantanée.
Le Nokia E72 a une touche Navi optique, contrairement à la norme D-pad utilisée sur de nombreux autres appareils Nokia, y compris le Nokia E71 – ce qui est censé améliorer la facilité de navigation dans les menus, le navigateur Internet, les courriels, et les images puisqu'il s'agit d'un capteur optique plutôt que d'une série de boutons rapprochés. Par rapport à son prédécesseur, le Nokia E72 est censé avoir un niveau de performance supérieur (probablement dû à la plus grande vitesse du processeur 600 MHz) et comprend également un appareil photo 5 mégapixels.  Les autres changements et améliorations sont informatiques, par exemple des modifications de l'interface utilisateur et l'intégration d'une application de messagerie entre autres.

## Caractéristiques
- Système d'exploitation : Symbian OS 9.3, Series 60 v3.2 UI, Feature Pack 2.
- Processeur : ARM 11 600 MHz
- Réseau : GSM/EDGE/3G/3G+
- Écran de 2,36 pouces, de définition 320 × 240 pixels
- Batterie de 1 500 mAh
- Mémoire : 250 Mio extensibles par carte mémoire Micro SD, limitée à 32 Gio
- Appareil photo numérique de 5 mégapixels avec autofocus, flash, DEL
- Appareil photo numérique secondaire pour la visiophonie
- WiFi b, g
- Bluetooth 2.0
- Prise Jack 3,5 mm
- A-GPS
- Boussole numérique
- Accéléromètre
- Vibreur
- DAS : 1,31 W/kg.